# 2018年海地地震
2018年海地地震是指2018年10月6日晚发生于海地西北省托尔蒂岛近海的强烈地震。该次地震震中位于北纬20.034度、西经73.013度，震级为MW 5.9级、Ms 5.9级，震源深度约为24.0千米。该次地震共造成18人遇难、548人受伤。本次地震已被美国地质调查局列入2018年显著地震列表，同时也是2010年海地地震之后发生在海地规模最大的地震。

## 发震背景
在2018年10月6日的主震发生之前的整个9月份，海地西北部地区发生了一些规模较小的地震。

## 机构反应
海地政府官员艾迪·杰克逊·亚历克西斯在接受法新社采访时称，针对2018年海地地震的防灾对策部门已经成立。时任海地总统乔夫内尔·莫伊斯在推特上发布推文，呼吁海地国民冷静面对灾难。

## 震害情况
美国地质调查局根据互联网在线震感调查收到的近200份震感反馈报告，推算出本次地震的最大烈度为6(VI)度，距本次地震震中约100英里的海地首都太子港亦有震感。截至2018年10月8日，受本次地震影响，共有17人遇难、427人受伤。而在同月20日联合国人道主义事务协调厅发布的第4号关于本次地震的报告中指出，本次地震遇难人数达到了18人，亦有548人受伤。联合国儿童基金会于2018年10月18日发布报告称，受本次地震影响，至少55.6万人需要人道主义援助，其中包括至少22.8万的儿童。
早在地震发生前半个月左右，即9月24日，因海地部分地区在23日多米尼加的一次5.2级地震中震感强烈，加之在2010年海地地震中受损学校的重建工作并未严格按照规章进行，地质学家克劳德·普雷佩蒂（Claude Prépetit）呼吁海地的学校和其他公共建筑的建设工程应当严格按照建筑标准，以此来提高防震能力。然而，虽然本次地震所释放的能量仅为2010年海地地震的32分之1，但仍有2102间房屋倒塌，15932间房屋受损。其中，受损建筑中至少包括703所学校。虽然有许多学校在地震中受损，但海地教育及职业培训部长皮埃尔·若苏埃·阿盖诺尔·卡代称，学生们已经回到由防水油布临时搭设的课堂继续上课。